# Take Me With U
Take Me With U är en låt skriven av Prince framförd i duett med Apollonia Kotero från albumet Purple Rain från 1984. Låten är känd för fingercymbalerna som börjar och avslutar samt för trumsolot.